# Basse-Pointe
Basse-Pointe é uma comuna francesa situada no norte da ilha da Martinica,  departamento de ultramar.
Seu nome, Basse-Pointe (ponta baixa) provém de sua geografia, localizando-se sobre uma ponta rochosa pouco elevada.